# 越南人民軍空軍Mi-171直昇機墜機事故
越南人民軍空軍Mi-171直昇機墜機事故是发生在2014年7月7日的一次空难。当地时间上午7时46分，越南防空空军军种某单位一架米171直升机（Mi171）正在进行飞行跳伞训练中失联，并在离和乐机场3公里的河内市石室县平安乡和乐村坠毁。

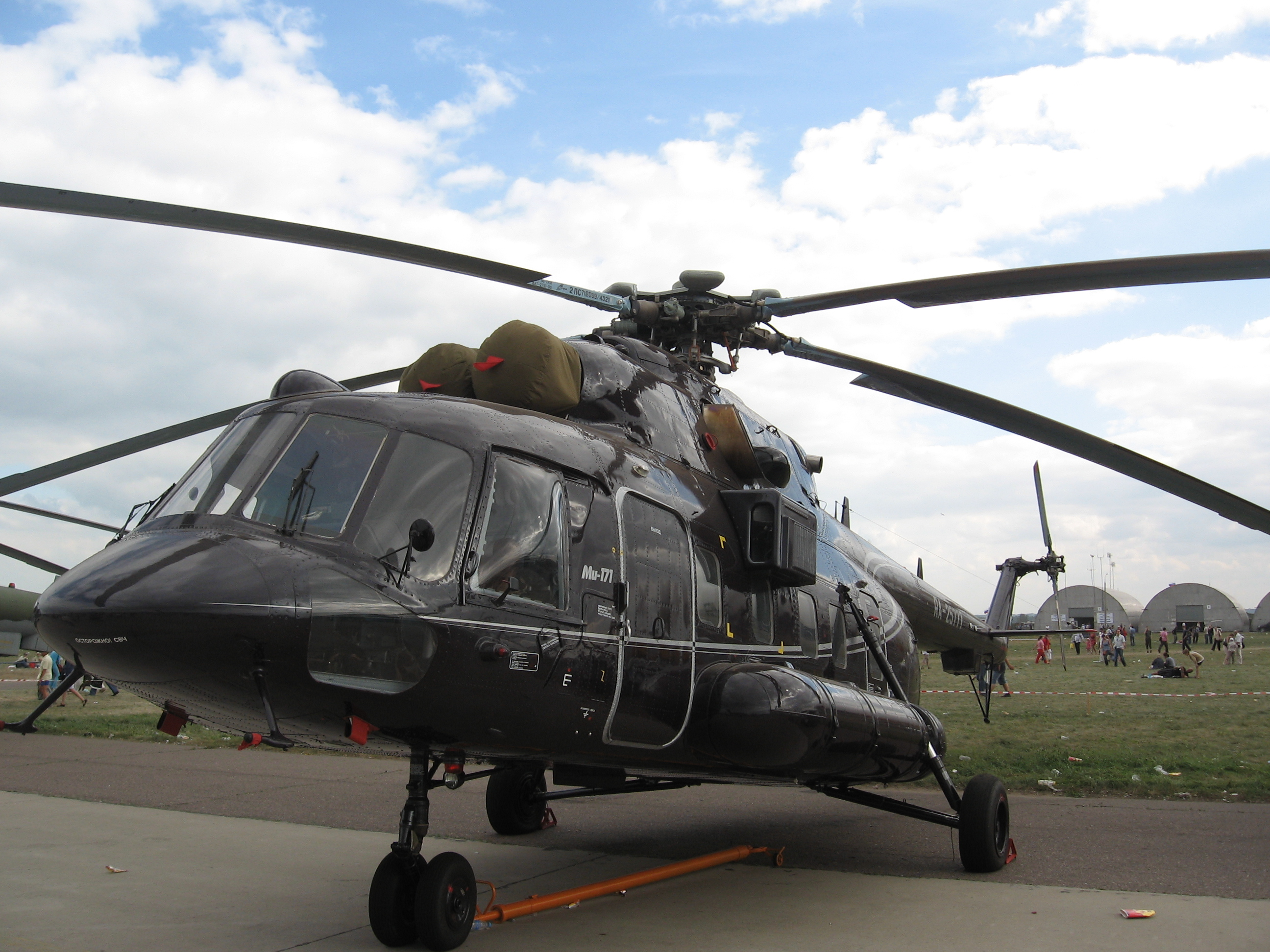
mi171飛機

## 人员
直升机上共有21名军官，3人是机组人员，16名官兵原定进行跳伞训练，另外2人是教练员。

## 过程
这架俄制米-171型直升机隶属于空军371师916直升机团，当天上午7时30分从河内西部和乐机场起飞。16分钟后，直升机与地面控制中心失去联络。越南人民军副总参谋长武文俊随后证实，在首都河内西郊坠毁。一名不愿公开姓名的河内中年妇女告诉法新社记者，这架直升机先是看起来出现问题，随即扎向地面，爆炸并起火。“我听到它发出奇怪噪音……发现直升机爆炸并着大火，”她回忆道，直升机在坠毁前“似乎有意避开当地一家市场和居民区，随后撞入田地……直升机低飞，撞地同时发生爆炸”。“我听见有人喊救命……然后又传来爆炸声，黑烟腾起。居民们冲过去帮忙。”
其中16人当场牺牲，5人受伤。伤者送到设在山西真的105军医医院接受治疗。其中2名伤者最终还是抢救无效死亡。因此追悼会为18人
7月11日在河内国防部殡仪馆，越南人民军防空空军军种同河内首都司令部联合为7月7日参加飞行训练任务不幸殉职的军官举行追悼会。